# باشگاه فوتبال بنگالورو
باشگاه فوتبال بنگالورو یک باشگاه حرفه‌ای فوتبال در هند شهر بنگلور، کارناتاکا. این باشگاه در آی لیگ، بالاترین لیگ فوتبال هند بازی می‌کند. این اولین باشگاه است که تا به حال موفق به کسب آی لیگ در اولین فصل حضور در آن شده است. این تیم در حال حاضر متعلق به شرکت پایه بمبئی، گروه JSW و مدیر عامل آن ساجان جندال است. زمین خانگی این تیم گنجایش ۲۴٬۰۰۰ هزار نفر دارد با نام ورزشگاه سری کانتیراوا. ایمان باصفا هم اکنون عضو این تیم است.

## بازیکنان
| شماره |               | پست   | بازیکن          |
| ----- | ------------- | ----- | --------------- |
| 6     | انگلستان      | مدافع | John Johnson    |
| 7     | کره شمالی     | مهاجم | Kim Song-Yong   |
| 8     | جمهوری ایرلند | هافبک | Michael Collins |
| 11    | هند           | مهاجم | سونیل چتری      |

## افتخارات

### داخلی
- آی لیگ

قهرمان (۲): ۲۰۱۳/۱۴، ۲۰۱۵/۱۶
نایب قهرمان (۱): ۲۰۱۴/۱۵
- جام فدراسیون

قهرمان (۱): ۲۰۱۴/۱۵

### بین‌المللی

#### عملکرد در مسابقات AFC
- لیگ قهرمانان آسیا: حضور ۱
۲۰۱۵: مرحله انتخابی دور ۱
- ای‌اف‌سی کاپ: حضورها ۲
۲۰۱۵: یک شانزدهم
۲۰۱۶: نایب قهرمان